# Steyr 40
Der Traktor Steyr 40 (Steyr 40 a mit Allradantrieb) aus der Steyr Plus-Serie von Steyr Daimler Puch wurde von 1967 bis 1970 gebaut.
1966 wurde die bestehende Jubiläumsserie mit orangefarbener runder Motorhaube durch die neue Steyr Plus-Serie schrittweise ersetzt, wobei der Steyr 40 dieser Baureihe 1967 den Steyr 190 der Jubiläumsserie ersetzte. Der wassergekühlte Dieselmotor des Typs WD 307 mit drei Zylindern und 2,262 l Hubraum hatte eine Leistung von rund 28 kW (38 PS). Das Getriebe hatte acht Vorwärtsgänge und sechs Rückwärtsgänge, auf Wunsch auch bis zu 16 Vorwärtsgänge und 16 Rückwärtsgänge. Die Höchstgeschwindigkeit wurde mit 27 km/h angegeben.
Der Traktor war als Steyr 40 in der Hinterradversion und als Steyr 40 a in einer Allradversion erhältlich. Zusätzlich gab es eine Hackfruchtversion mit hohen Rädern und besonders großer Bodenfreiheit, die Steyr 40 h bezeichnet wurde. Eine Kabine war auf Wunsch zu haben.
Die Karosserie wurde vom französischen Industriedesigner Louis Lucien Lepoix entworfen.
Der Traktor wurde 1970 durch den Steyr 540 abgelöst, der sich neben der Typenbezeichnung hauptsächlich durch den um zwei PS stärkeren Motor unterschied.